# Micropaléontologie
La micropaléontologie est une branche de la paléontologie dont l'objet est l'étude des microfossiles. Il s'agit de fossiles à paroi minérale et de taille généralement inférieure à 4 mm – très souvent en dessous du millimètre –, ce qui impose le recours au microscope électronique. 
Les fossiles « classiques » (i.e. dont l'étude est réalisable à l'œil nu ou à faible grossissement) sont parfois appelés macrofossiles par comparaison. La limite entre les deux types de fossiles est par ailleurs fluctuante et largement déterminée par la taille des éléments caractéristiques du fossile, plutôt que par sa taille générale.

## Historique
Si les toutes premières trouvailles de microfossiles remontent au XVIIIe siècle, la micropaléontologie naît au XIXe siècle avec le développement des microscopes. Le terme « micropaléontologie » est précédé du terme « microgéologie » (« Mikrogeologie »), créé et employé dans le même sens par le savant Ehrenberg en 1836, et de la formule « paléontologie microscopique » employée sporadiquement au XIXe siècle.
Ses deux pères fondateurs sont le micrographe allemand Ehrenberg et le Français Alcide d'Orbigny (auteur d'une volumineuse monographie sur les foraminifères) qui publient vers 1830-1840 leurs travaux fondamentaux. Un autre grand nom domine cette discipline, le britannique Henry Clifton Sorby dont les publications sont un peu postérieures, à partir de 1856. 
L'essor de cette discipline scientifique a lieu dans les années 1960 et 1970 avec l'introduction progressive de microscopes électroniques de plus en plus performants, le développement des campagnes océanographiques et l'exploration pétrolière.

## Distinction
Il faut distinguer la micropaléontologie de la paléopalynologie (ou archéopalynologie), science qui s'occupe des microfossiles à paroi organique — tels les acritarches, les chitinozoaires, les spores, etc. Parmi les microfossiles étudiés en micropaléontologie, on trouve :
- les coccolithes : éléments en carbonate de calcium issus des coccolithophoridés  l'ensemble des coccolithes de chaque coccolithophoridé constitue une coccosphère ;
- les foraminifères : eucaryotes unicellulaires à test calcaire ;
- les radiolaires ;
- les diatomées ;
- les dinoflagellés...

Les microfossiles sont assez communs et correspondent grosso modo à l'ensemble de l'échelle des temps géologiques, c'est-à-dire du Précambrien jusqu'à l'Holocène.